# Sapo-Nationalpark
Der Sapo-Nationalpark (englisch Sapo National Park) ist ein 1803,63 km² großer Nationalpark im Süden Liberias im Sinoe County. Er wurde 1983 als erstes Naturschutzgebiet des Landes ausgewiesen.

## Geschichte
In den 1980er Jahren organisierten das US-Friedenskorps und die Forstwirtschaftsbehörde Ausflüge von Greenville über den Sinoe-Fluss in den Sapo-Nationalpark. Trotz der wachsenden Bevölkerung und Holzfällgenehmigungen um den Park herum wurde dieser unter Mitwirkung der örtlichen Gemeinden und des WWF erfolgreich bewahrt.
Während des Bürgerkriegs bewohnten Tausende von Jägern und Goldgräbern den Sapo-Nationalpark. Obwohl unbekannt ist, wie viele Tiere getötet wurden, heißt es, dass besonders Zwergflusspferde, Elefanten sowie mehrere Ducker- und Primatenarten betroffen waren.

## Klima und Vegetation
Bei einem Jahresniederschlag von 2000 bis 3000 mm ist er von tropischem Regenwald sowie Bruchwald bewachsen und weist einige größere Sümpfe auf. Der Sapo-Nationalpark schützt 4,3 % der verbliebenen Wälder in Liberia.

## Tierwelt
Neben Riesenwaldschweinen, Warzenschweinen, Affen einschließlich Schimpansen, Dianameerkatzen, Weißbart-Stummelaffen und den bedrohten Roten Stummelaffen kommen das bedrohte Zwergflusspferd sowie mehrere Duckerarten vor, auch der gefährdete Jentink-Ducker, der Schwarzrückenducker und der Zebraducker. Die Anzahl der hier lebenden Waldelefanten ist unbekannt.

## Bevölkerung und Jagd
Um den Nationalpark herum leben die indigenen Sapo. Anders als die Schimpansen, auf deren Jagd eine hohe Strafe angesetzt ist, wird das bei den Sapo als Nin-gben bekannte Zwergflusspferd wegen seines Fleisches und seiner Zähne, welche beispielsweise für Halsketten verwendet werden, gejagt. Es wird erzählt, dass der Jäger nach Erlegen eines Nin-gben dessen als sehr mächtig angesehenen Schwanz abschneiden und vergraben muss. Tut er dies nicht, wird jeder, den er trifft, während er den Schwanz bei sich trägt, sterben. Allerdings kann dieses Tabu die Jagd auf Zwergflusspferde nicht verhindern.